# United States Army Rangers
United States Army Rangers lub w skrócie rangers − elitarna formacja lekkiej piechoty Armii Stanów Zjednoczonych, przeznaczona do operacji specjalnych na terenie całego globu. Współcześnie jej trzon bojowy tworzą trzy bataliony wchodzące w skład 75 Pułku Ranger. Motto: Rangers Lead The Way!

## Historia

### XVII-XVIII wiek
Pierwsze oddziały tzw. rangerów powstały na początku XVII wieku w Ameryce Północnej. Były to niewielkie lekkozbrojne formacje brytyjskich kolonistów (głównie pionierów i myśliwych) przeznaczone do nieregularnych walk z Indianami i Francuzami z Nowej Francji. Wsławiły się podczas licznych wojen kolonialnych m.in. wojny króla Filipa (Church’s Rangers), wojny króla Jerzego (Gragam’s Rangers) i wojny siedmioletniej (Roger’s Rangers).
W 1776 roku, podczas rewolucji amerykańskiej powstał pierwszy oficjalny oddział amerykańskiej armii noszący miano „rangers”, od nazwiska jego dowódcy zwany Knolwton’s Rangers.

### XIX wiek

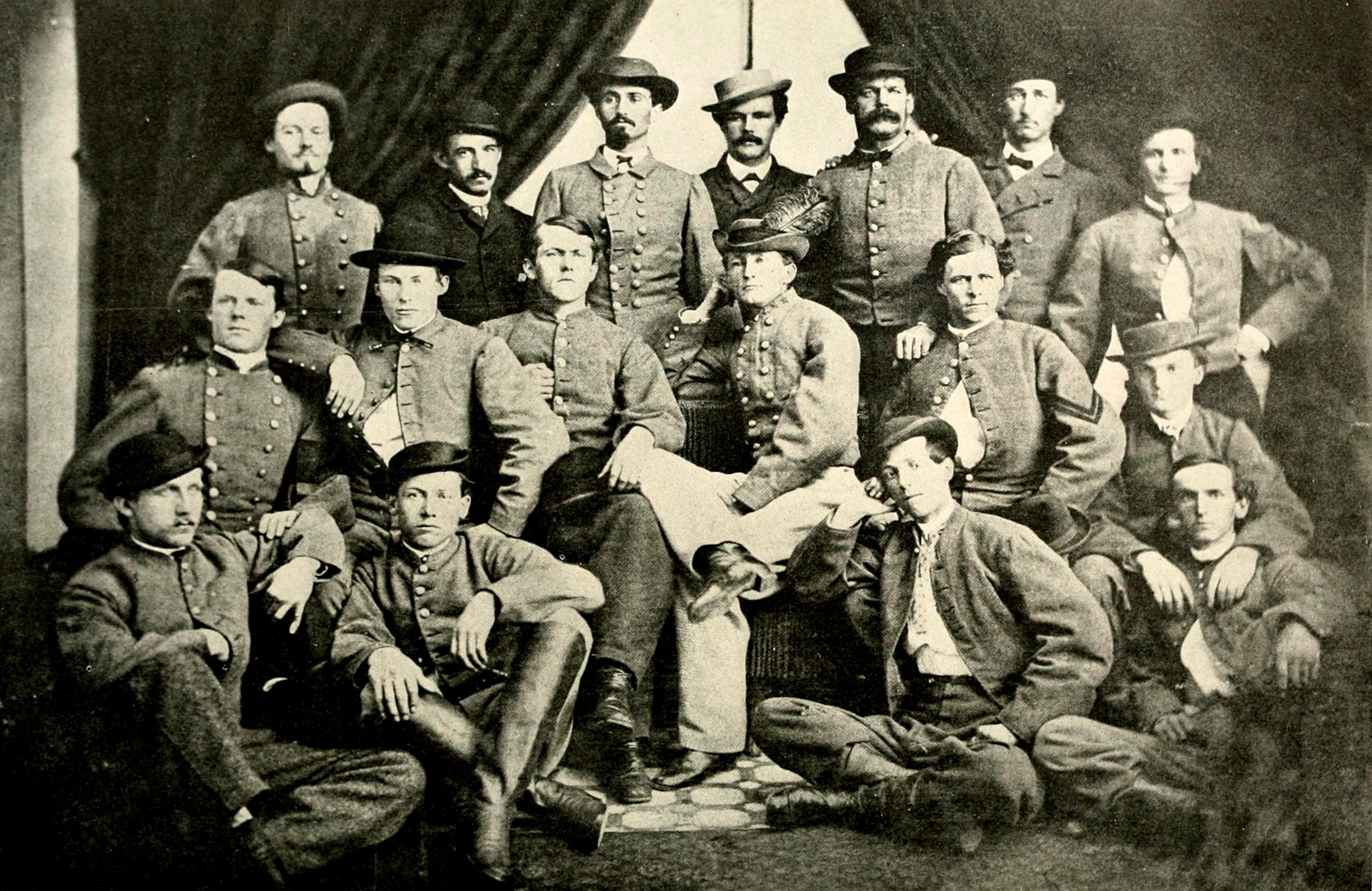
Rangers Mosby'ego

W trakcie trwania wojny brytyjsko-amerykańskiej (1812−1815) powołano 17 kompanii pieszych i konnych rangers, których zadaniem było strzec granicy z Kanadą.
Podczas wojny secesyjnej oddziały rangerów formowane były jako jednostki kawaleryjskie przeznaczone do działań partyzanckich zarówno przez Unię jak i Konfederację. Szczególną sławę, dzięki śmiałym rajdom na terenie północnej Wirginii, zdobył oddział konfederatów zwany Mosby’s Rangers. Złożył on broń dopiero 21 kwietnia 1865 roku, 12 dni po kapitulacji Armii Północnej Wirginii pod Appomattox.
Oddziały rangerów zanikły w latach 80 XIX wieku wraz ze spacyfikowaniem Indian i zakończeniem wojen indiańskich.

### II wojna światowa

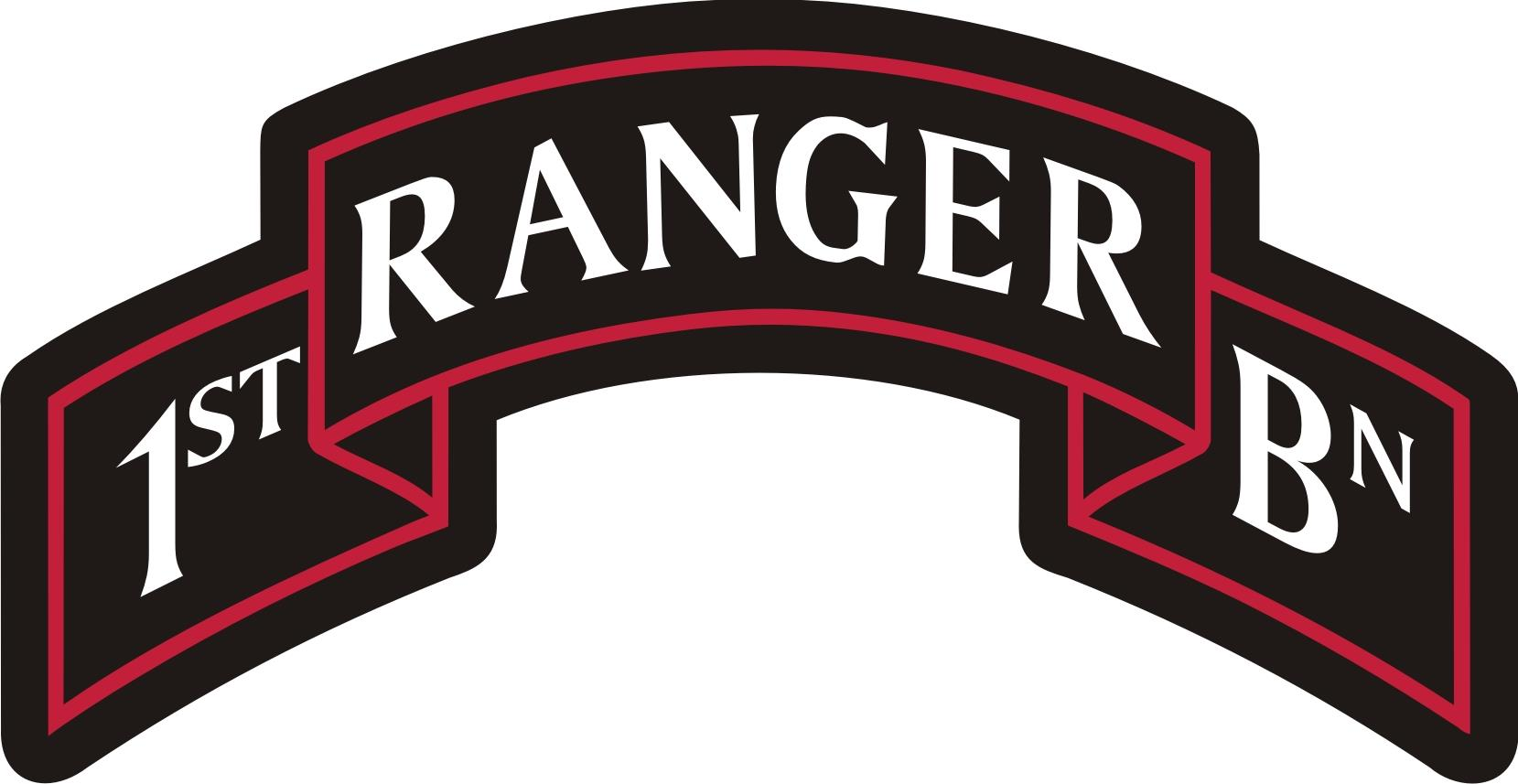
Oznaka rozpoznawcza 1. batalionu, podobne noszono w batalionach 3., 4. i 6.

Oznaka rozpoznawcza 2. i 5. batalionu

Współczesna formacja US Army Rangers powstała podczas II wojny światowej, gdy płk. Lucian Truscott, będący pod wrażeniem działań brytyjskich komandosów, zarekomendował szefowi sztabu amerykańskiej armii George’owi Marshallowi stworzenie podobnej formacji. W rezultacie w czerwcu 1942 roku powstał 1. batalion rangerów, sformowany i dowodzony przez mjr. Williama Darby'ego. Składał się z ochotników z amerykańskich dywizji stacjonujących w Irlandii Północnej. Przeszli oni szkolenie w ośrodku Commando w szkockim Achnacarry i już w sierpniu 50 z nich wzięło udział wraz z brytyjskimi komandosami w rajdzie na Dieppe. Jednym z trzech poległych podczas tej akcji rangerów był por. Loustalot − pierwszy amerykański żołnierz zabity na europejskim teatrze działań wojennych.
W listopadzie 1. batalion rangerów wziął udział w operacji Torch, a następnie do kwietnia 1943 roku walczył w Tunezji. W maju doszło do rozbudowy formacji i utworzenia w Algierii 3. i 4. batalionu rangerów. Wraz z pierwszym weszły one w skład prowizorycznej jednostki Ranger Force, zwanej powszechnie Darby’s Rangers. Rangerzy wzięli później udział m.in. w inwazji na Sycylię, desancie pod Salerno i operacji Shingle. Podczas walk o przyczółek wokół Anzio bataliony Darby'ego otrzymały zadanie zdobycia miasta Cisterna. Podczas ataku na tę miejscowość 29 stycznia 1944 roku 1. i 3. batalion zostały okrążone i rozbite, a 4 poniósł ciężkie straty. Parę miesięcy później wszystkie trzy zostały rozformowane.

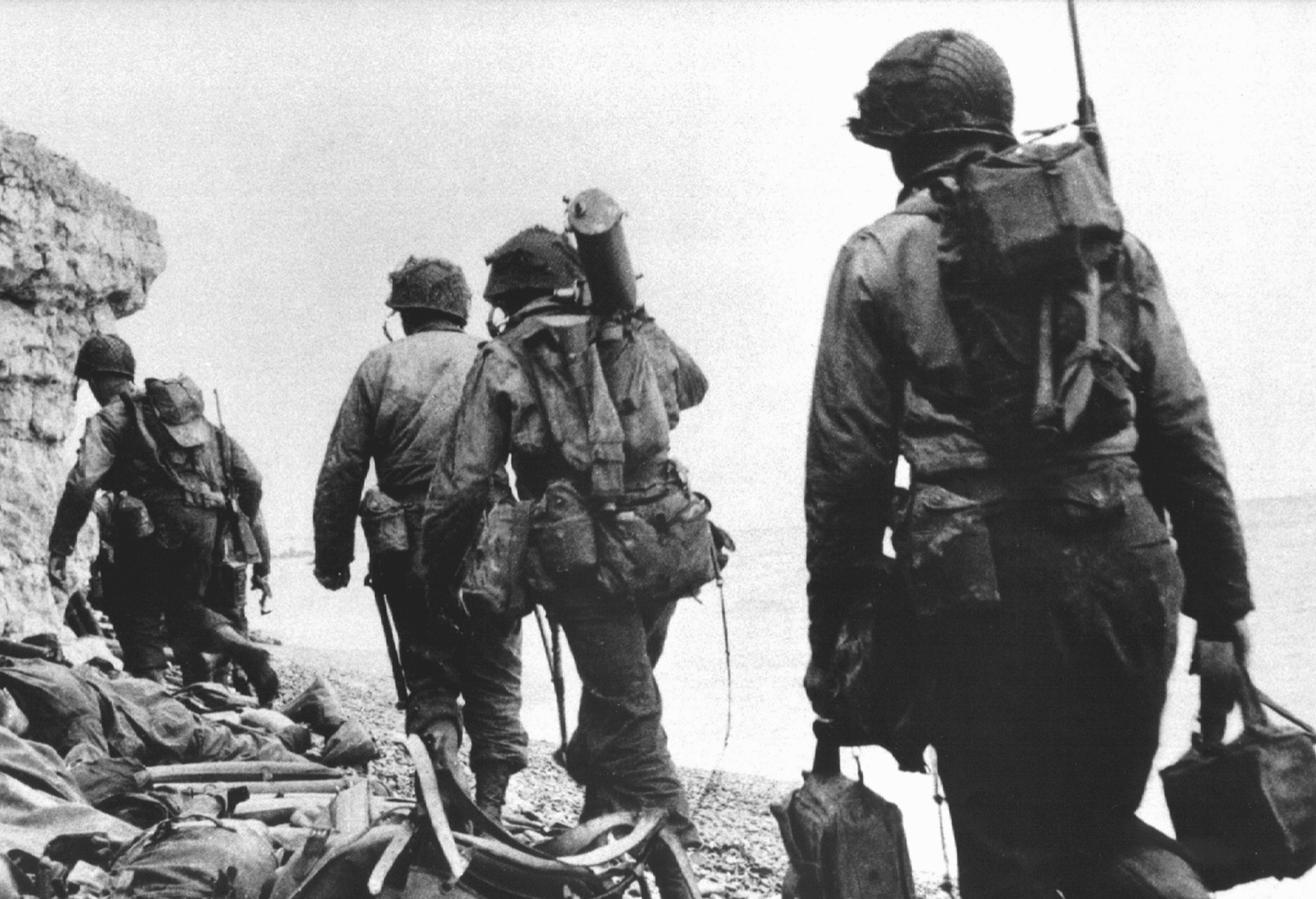
Rangerzy w Pointe du Hoc

Tymczasem w 1943 roku w USA sformowano 2. i 5. batalion rangerów. 6 czerwca 1944 roku wzięły one udział w inwazji na Normandię. Szczególnie odznaczyły się trzy kompanie 2. batalionu, które po wspięciu się na wysokie klify zdobyły Pointe du Hoc. 5. batalion z resztą 2 wylądował natomiast w zachodnich sektorach plaży Omaha. Tam zostało ukute motto rangerów, gdy najstarszy stopniem oficer na plaży, gen. Norman Cota rozkazał im nacierać w stronę niemieckich umocnień słowami: „Well, goddamit, if you're Rangers, lead the way!”. We wrześniu rangerzy byli zaangażowani w ciężkie walki o Brest. Następnie służyli we wschodniej Francji, Luksemburgu i Niemczech.
Jeden batalion rangerów, oznaczony numerem 6, został utworzony we wrześniu 1944 roku na Nowej Gwinei. W latach 1944–1945 walczył z Japończykami na Filipinach. 30 stycznia 1945 roku 121 rangerów wraz z filipińskimi partyzantami przeprowadziło słynny rajd na Cabanatuan, który zakończył się uwolnieniem 522 alianckich jeńców wojennych.
W 1945 roku wszystkie bataliony zostały rozformowane.

### Korea i Wietnam
Gdy wybuchła wojna koreańska postanowiono reaktywować formację rangerów. Z ochotników z dywizji powietrznodesantowych utworzono 15 Airbourne Rangers Companies, z których 6 wysłano na front. Do końca 1951 roku wszystkie zostały rozwiązane.
Podczas wojny wietnamskiej na bazie zwiadowczych kompanii Long Range Reconnaissance Patrol (LRRP) i Long Range Patrol (LRP) utworzono 15 niezależnych kompanii rangerów. Ich zadaniem było dalekie rozpoznanie na terenie przeciwnika. Zgrupowane były w 75 Pułku Piechoty (w 1986 nazwani Ranger), który nawiązywał tradycją do działającego w latach 1943–1944 w Birmie podobnego oddziału zwanego Merill’s Marauders. Kompanie obecne były na froncie do 1972 roku, po czym wszystkie, z wyjątkiem dwóch, rozformowano.

## 75 Pułk Ranger

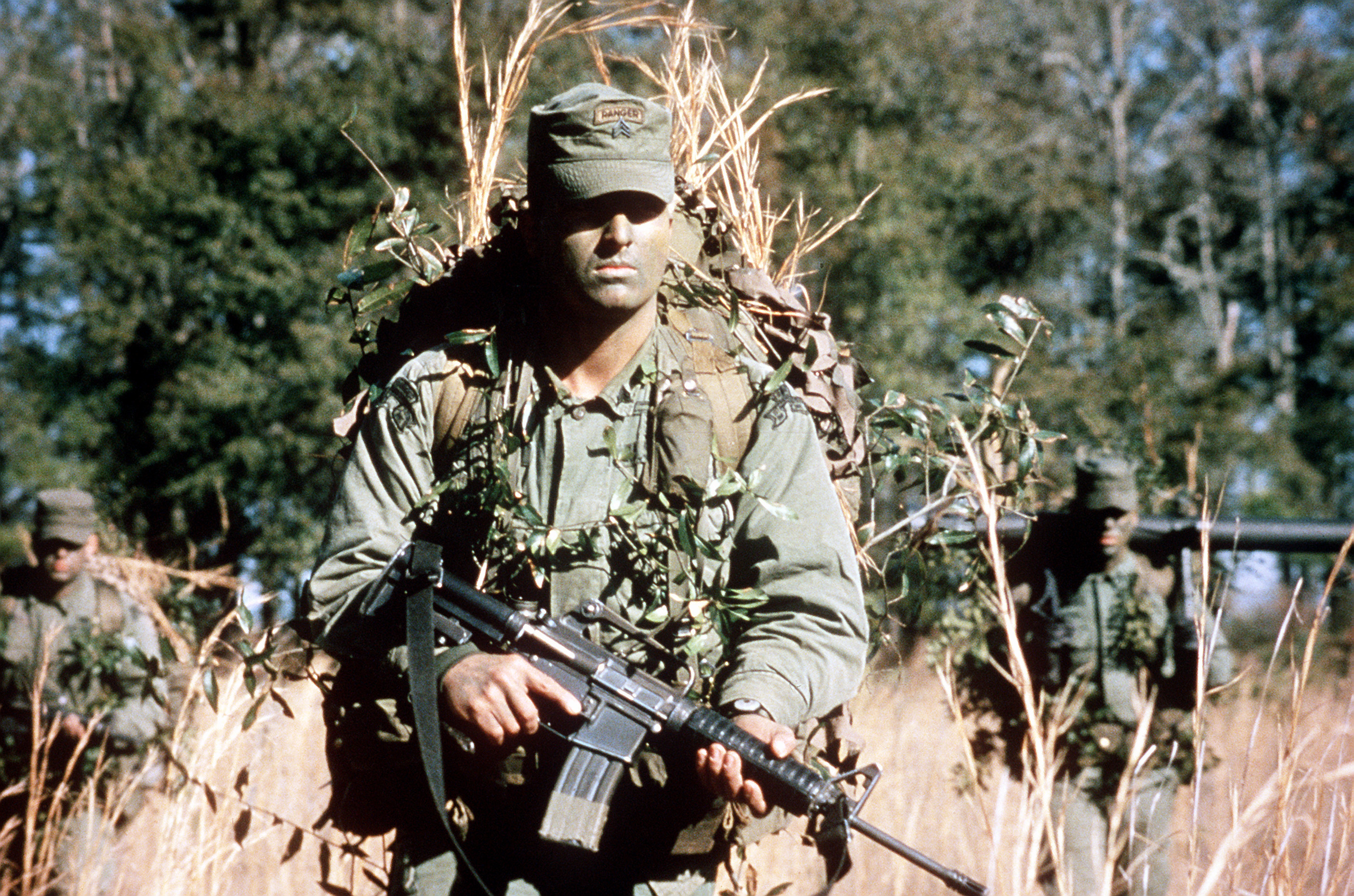
Rangers w 1986 roku

Wybuch wojny Jom Kipur i związana z nią destabilizacja sytuacji politycznej na Bliskim Wschodzie skłoniło dowództwo amerykańskiej armii do utworzenia pułku rangerów. Na bazie dwóch kompanii, które powróciły z Wietnamu, odtworzono w 1974 roku 1st i 2nd Ranger Battalion. W 1980 roku ich żołnierze wzięli udział w nieudanej próbie odbicia zakładników w amerykańskiej ambasadzie w Teheranie (operacja Orli Szpon), a trzy lata później w inwazji na Grenadę.
W 1984 roku powstał 3. batalion oraz dowództwo pułku (zwanego wtedy 75 Pułkiem Piechoty). W 1986 roku formalnie powołano 75 Pułk Rangerów. Przejął on oznaczenia i tradycje rangerów z II wojny światowej (współdzieli je z US Army Special Forces).

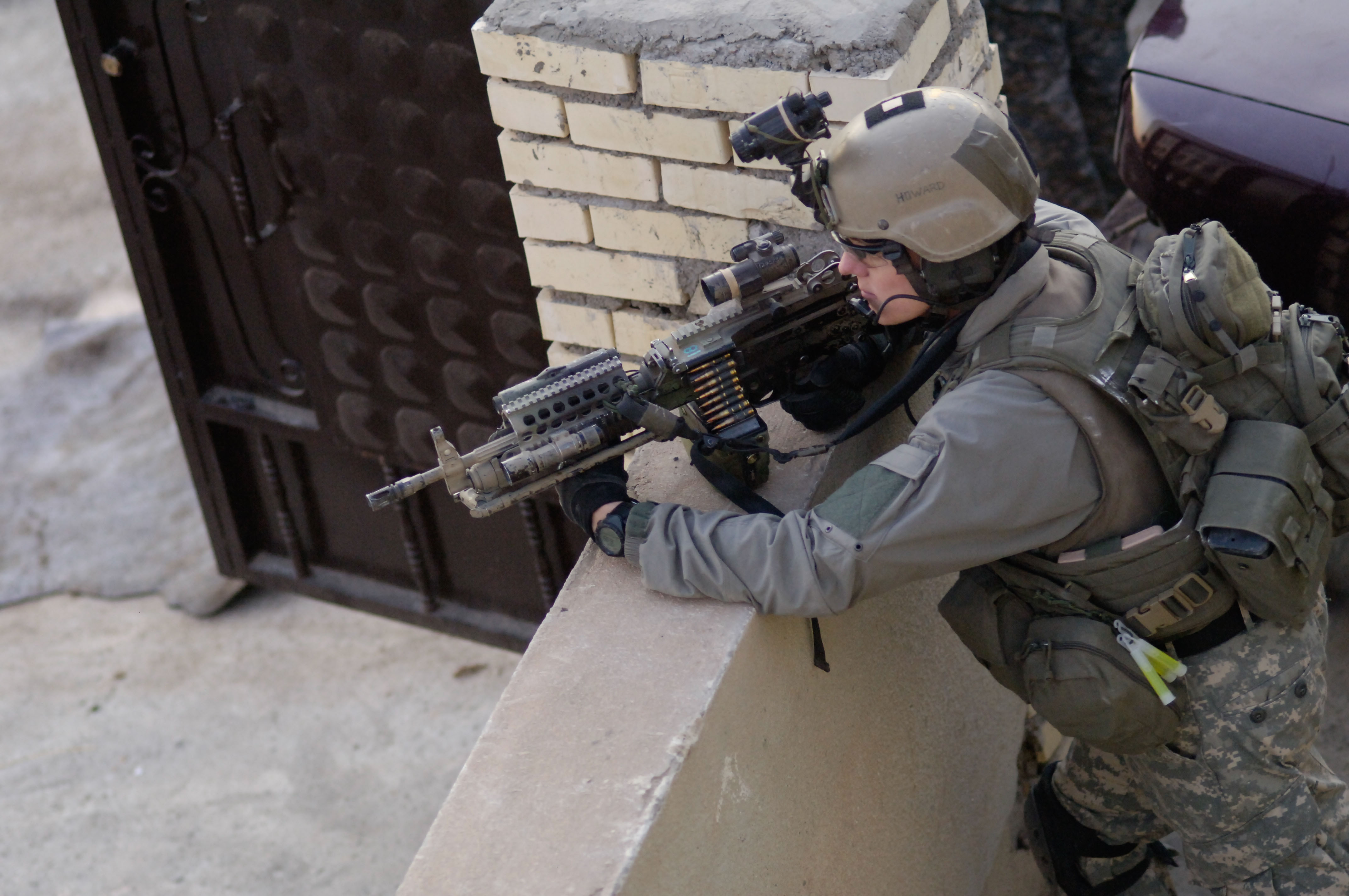
Żołnierz 2. batalionu w Iraku (2009)

W 1989 roku pułk walczył w Panamie, a rok później część 1. batalionu wzięła udział w wyzwoleniu Kuwejtu. W 1993 roku kompania B 3. batalionu wraz z dowództwem pułku zostały wysłane do Somalii w ramach operacji Restore Hope. W jej trakcie rangerzy wraz z komandosami tzw. Delty i marynarzami SEALs przeprowadzili w centrum Mogadiszu akcję bezpośrednią ujęcia współpracowników Mohameda Farraha Aidida. Przerodziła się ona w regularną bitwę z miejscową milicją i cywilami, podczas której rangerzy stracili w walce sześciu żołnierzy, a wielu odniosło rany.
Pododdziały pułku uczestniczyły w misjach stabilizacyjnych na Haiti (1994) i w Kosowie (2000). Od 2001 roku rangerzy brali aktywny udział w tzw. wojnie z terroryzmem, przeprowadzając działania bojowe na terenie Iraku i Afganistanu.

## Ranger Training Brigade

Ranger Tab

Ranger Training Brigade to niezależny od 75 Pułku Rangerów organ podlegający United States Army Training and Doctrine Command. Odpowiada za szkolenie formacji rangers. Administruje on istniejącą od początku lat 50 XX wieku Ranger School w Fort Benning (Georgia), w której odbywa się szkolenie nie tylko kadr 75 Pułku, ale też wyznaczonych przedstawicieli innych rodzajów sił zbrojnych. Trwa ono 61 dni i po jego ukończeniu każdemu absolwentowi przysługuje prawo noszenia oznaki Ranger Tab.